# Rentamans

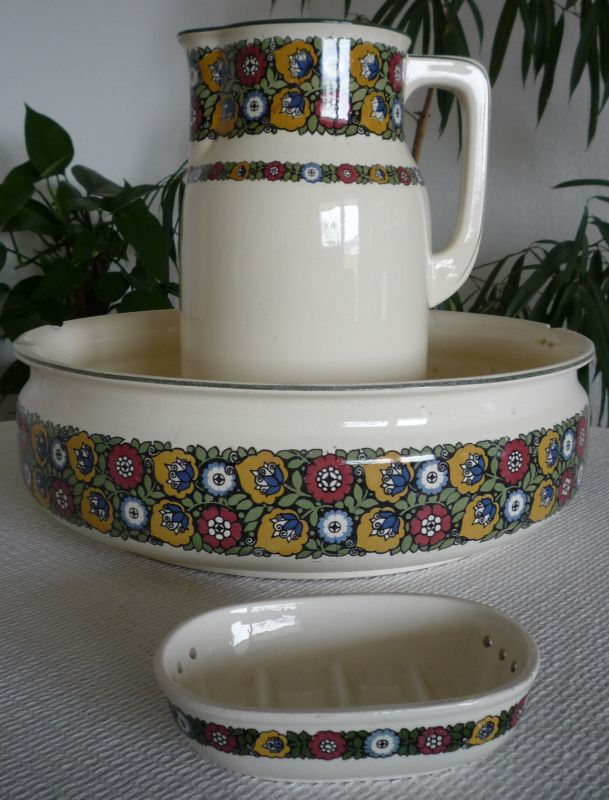
Gerra sobre una palangana amb saboner

El rentamans, la ribella o palangana és un recipient baix i de boca molt ampla que s'empra per a rentar o rentar-se. Se sol fabricar de metall, de ceràmica o de plàstic. Aquest tipus de recipients s'usa molt en comunitats rurals. També s'usa en gran manera per a poder remullar les peces percudides, sabates d'esport, bosses, mitges, mitjons, etc. amb la finalitat de no malgastar aigua. Quan no hi havia aigua corrent, antigament, el ribell servia per a rentar-se les mans, peces petites o altres usos similars. Les que tenien per ús de remullar la barba tenien una osca o tall en què es recolzava el coll i rebien el nom de bací. Es posava en una taula o en un moble especial fet a propòsit, el ribeller.